# جاده ۶۸ (ایران)
جادهٔ ۶۸ راهی در مرکز ایران است که یزد را به شهر بیرجند، سربیشه و پس از تقاطع با جاده مرزی ۹۹، به پایانه مرزی ماهیرود در مرز ایران و افغانستان متصل می‌کند و بخش زیادی از آن در نواحی خشک و بیابانی مرکز ایران قرار گرفته‌است. بخش زیادی از این جاده در حاشیهٔ جنوبی دشت کویر قرار گرفته‌است. این جاده از یزد تا طبس در جهت جنوب غربی ـ شمال شرقی امتداد یافته و پس از آن، از طبس تا بیرجند در امتداد شرقی ـ غربی ادامه می‌یابد و پس از آن با عبور از سربیشه به مرز ایران و افغانستان می‌رسد و پس از تقاطع با جاده ۹۹ به پایانه مرزی ماهیرود می‌رسد. این جاده که در یزد عمدتاً با نام جادهٔ طبس مشهور است، راه اصلی ارتباط میان استان یزد و خراسان جنوبی و خراسان رضوی محسوب می‌شود. جادهٔ ۶۸، در مسیر خود از شهرها و آبادی‌های مهم و قابل توجهی در منطقهٔ کویر مرکزی ایران می‌گذرد که مهم‌ترین آن‌ها عبارتند از: خرانق، رباط پشت بادام، طبس و دیهوک.

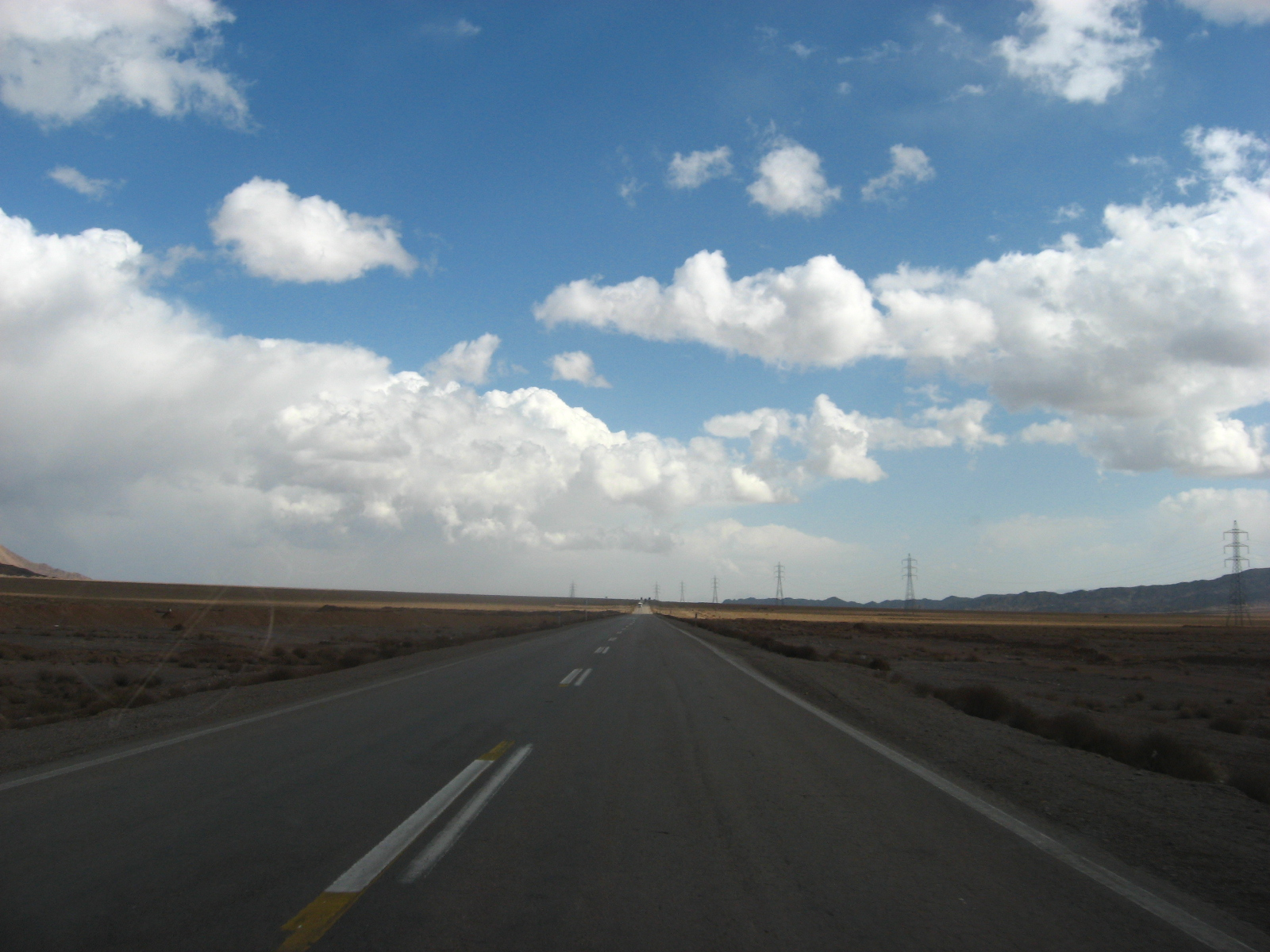
جادهٔ ۶۸ در نزدیکی خرانق، دیدهای گستردهٔ کویری و طبیعت بیابانی جادهٔ ۶۸ از دیدنی‌های این مسیر است.